# Fußballclub Hansa Rostock 2022-2023
Questa voce raccoglie le informazioni riguardanti il Fußballclub Hansa Rostock nelle competizioni ufficiali della stagione 2022-2023.

## Stagione
Nella stagione 2022-2023 l'Hansa Rostock, allenato da Jens Härtel, Patrick Glöckner e Alois Schwartz, concluse il campionato di 2. Bundesliga al 13º posto. In Coppa di Germania l'Hansa Rostock fu eliminato al primo turno dal Lubecca.

## Rosa
| N. |                                 | Ruolo | Calciatore         |
| -- | ------------------------------- | ----- | ------------------ |
| 1  | Germania (bandiera)             | P     | Markus Kolke       |
| 4  | Germania (bandiera)             | D     | Damian Roßbach     |
| 5  | Paesi Bassi (bandiera)          | D     | Rick van Drongelen |
| 6  | Germania (bandiera)             | C     | Dennis Dressel     |
| 7  | Germania (bandiera)             | D     | Nico Neidhart      |
| 8  | Germania (bandiera)             | C     | Simon Rhein        |
| 9  | RD del Congo (bandiera)         | A     | Ridge Munsy        |
| 10 | Bosnia ed Erzegovina (bandiera) | A     | Haris Duljević     |
| 11 | Germania (bandiera)             | C     | Morris Schröter    |
| 13 | Germania (bandiera)             | A     | Kevin Schumacher   |
| 14 | Svezia (bandiera)               | C     | Svante Ingelsson   |
| 15 | Svezia (bandiera)               | A     | Nils Fröling       |
| 16 | Stati Uniti (bandiera)          | D     | Ryan Malone        |
| 17 | Corea del Sud (bandiera)        | C     | Lee Dong-gyeong    |
| 18 | Paesi Bassi (bandiera)          | A     | John Verhoek       |
| 19 | Germania (bandiera)             | A     | Kai Pröger         |

| N. |                        | Ruolo | Calciatore          |
| -- | ---------------------- | ----- | ------------------- |
| 20 | Germania (bandiera)    | C     | Lukas Scherff       |
| 21 | Angola (bandiera)      | D     | Anderson Lucoqui    |
| 22 | Austria (bandiera)     | A     | Lukas Hinterseer    |
| 23 | Germania (bandiera)    | P     | Nils Körber         |
| 24 | Filippine (bandiera)   | D     | John-Patrick Strauß |
| 25 | Germania (bandiera)    | D     | Thomas Meißner      |
| 27 | Germania (bandiera)    | D     | Frederic Ananou     |
| 28 | Germania (bandiera)    | A     | Maurice Litka       |
| 29 | Lussemburgo (bandiera) | C     | Sébastien Thill     |
| 30 | Germania (bandiera)    | P     | Max Hagemoser       |
| 31 | Germania (bandiera)    | D     | Felix Ruschke       |
| 32 | Germania (bandiera)    | D     | Benno Dietze        |
| 34 | Germania (bandiera)    | C     | Lukas Fröde         |
| 37 | Germania (bandiera)    | C     | Louis Köster        |
| 38 | Germania (bandiera)    | P     | Elias Höftmann      |
| 39 | Germania (bandiera)    | A     | Pascal Breier       |

## Organigramma societario
Area tecnica
- Allenatore: Alois Schwartz
- Allenatore in seconda: Uwe Ehlers, Nicolas Masetzky, Dimitrios Moutas
- Preparatore dei portieri: Dirk Orlishausen
- Preparatori atletici: Björn Bornholdt

## Calciomercato

### Sessione estiva
| Acquisti | Acquisti            | Acquisti          | Acquisti |
| R.       | Nome                | da                | Modalità |
| -------- | ------------------- | ----------------- | -------- |
| C        | Lee Dong-gyeong     | Schalke 04        |          |
| D        | Anderson Lucoqui    | Magonza           |          |
| D        | Rick van Drongelen  | Union Berlino     |          |
| A        | Lukas Hinterseer    | Hannover 96       |          |
| D        | Frederic Ananou     | Paderborn         |          |
| D        | Benno Dietze        | Hansa Rostock U19 |          |
| C        | Dennis Dressel      | Monaco 1860       |          |
| P        | Max Hagemoser       | Colonia II        |          |
| P        | Nils Körber         | Hertha Berlino    |          |
| A        | Kai Pröger          | Paderborn         |          |
| D        | Felix Ruschke       | Hansa Rostock U19 |          |
| C        | Morris Schröter     | Dinamo Dresda     |          |
| D        | John-Patrick Strauß | Erzgebirge Aue    |          |
| C        | Sébastien Thill     | Sheriff Tiraspol  |          |

| Cessioni | Cessioni       | Cessioni         | Cessioni |
| R.       | Nome           | a                | Modalità |
| -------- | -------------- | ---------------- | -------- |
| C        | Hanno Behrens  | Persija          |          |
| C        | Bentley Bahn   | Waldhof Mannheim |          |
| D        | Timo Becker    | Schalke 04       |          |
| P        | Luis Klatte    | Babelsberg       |          |
| A        | Streli Mamba   | Qairat           |          |
| D        | Jonathan Meier | Dinamo Dresda    |          |
| A        | Robin Meißner  | Amburgo          |          |
| C        | Simon Rhein    | Hansa Rostock II |          |
| D        | Julian Riedel  | Waldhof Mannheim |          |
| C        | Björn Rother   | Rot-Weiss Essen  |          |
| C        | Tobias Schwede | Saarbrücken      |          |
| A        | Danylo Sikan   | Šachtar          |          |
| P        | Ben Voll       | Viktoria Colonia |          |

### Sessione invernale
| Acquisti | Acquisti | Acquisti | Acquisti |
| R.       | Nome     | da       | Modalità |
| -------- | -------- | -------- | -------- |

| Cessioni | Cessioni     | Cessioni     | Cessioni |
| R.       | Nome         | a            | Modalità |
| -------- | ------------ | ------------ | -------- |
| A        | Theo Martens | Greifswalder |          |

## Risultati

### 2. Bundesliga

#### Girone di andata
| Arbitro: | Siebert |

|  |           |              |
|  | Marcatori | 50’ Schimmer |

| Arbitro: | Kampka |

|  |           |                |
|  | Marcatori | 90’ Schumacher |

| Arbitro: | Jablonski |

|                        |           |           |
| Pröger 25’ Roßbach 85’ | Marcatori | 48’ Serra |

| Arbitro: | Heft |

|                                           |           |  |
| Tietz 3’, 54’ Mehlem 18’ Kempe 74’ (rig.) | Marcatori |  |

| Arbitro: | Dingert |

|                       |           |  |
| Pröger 4’ Verhoek 17’ | Marcatori |  |

| Arbitro: | Haslberger |

|                      |           |  |
| Heise 18’ Batmaz 40’ | Marcatori |  |

| Arbitro: | Gerach |

|  |           |                  |
|  | Marcatori | 41’ (rig.) Beier |

| Arbitro: | Stegemann |

|                                     |           |           |
| Kownacki 10’ Sobottka 27’ Iyoha 77’ | Marcatori | 61’ Fröde |

| Arbitro: | Osmers |

|                           |           |          |
| Pröger 30’, 41’ Fröde 62’ | Marcatori | 90’ Atik |

| Arbitro: | Thomsen |

|                  |           |                |
| Reese 28’ (rig.) | Marcatori | 88’ Hinterseer |

| Arbitro: | Zwayer |

|  |           |                                             |
|  | Marcatori | 19’ Schallenberg 80’ Leipertz 88’ Pieringer |

| Arbitro: | Winter |

|                     |           |                             |
| Hrgota 20’ Ache 60’ | Marcatori | 57’ Fröde 90’ (rig.) Malone |

| Arbitro: | Kampka |

|  |           |               |
|  | Marcatori | 67’, 82’ Boyd |

| Arbitro: | Exner |

|  |           |                                  |
|  | Marcatori | 7’, 26’ Pröger 64’ (aut.) Elvedi |

| Arbitro: | Hartmann |

|  |           |              |
|  | Marcatori | 45’ Kinsombi |

| Arbitro: | Braun |

|             |           |               |
| Fröling 90’ | Marcatori | 5’ Nürnberger |

| Arbitro: | Bacher |

|  |           |               |
|  | Marcatori | 60’ Ingelsson |

#### Girone di ritorno
| Arbitro: | Burda |

|                          |           |  |
| Kleindienst 80’ Pick 88’ | Marcatori |  |

| Arbitro: | Welz |

|  |           |                     |
|  | Marcatori | 40’ Reis 90’ Németh |

| Arbitro: | Bacher |

|  |           |           |
|  | Marcatori | 51’ Fröde |

| Arbitro: | Sather |

|  |           |           |
|  | Marcatori | 78’ Tietz |

| Arbitro: | Brand |

|            |           |  |
| Irvine 26’ | Marcatori |  |

| Arbitro: | Bauer |

|  |           |                               |
|  | Marcatori | 16’ (rig.) Wanitzek 25’ Nebel |

| Arbitro: | Siebert |

|                |           |             |
| Besuschkow 61’ | Marcatori | 44’ Dressel |

| Arbitro: | Alt |

|                           |           |                                                          |
| Pröger 56’ Schumacher 79’ | Marcatori | 12’ Kownacki 20’ Hennings 41’, 48’ Zimmermann 82’ Klarer |

| Arbitro: | Aarnink |

|                         |           |  |
| Condé 29’ Ceka 60’, 70’ | Marcatori |  |

| Arbitro: | Winter |

|                                  |           |                                 |
| van Drongelen 12’ Hinterseer 53’ | Marcatori | 44’ Reese 45’ Sander 47’ Holtby |

| Arbitro: | Petersen |

|                                 |           |  |
| Rohr 48’ Muslija 78’ Platte 87’ | Marcatori |  |

| Arbitro: | Ittrich |

|                         |           |  |
| Fröling 50’ Dressel 66’ | Marcatori |  |

| Arbitro: | Waschitzki-Günther |

|  |           |            |
|  | Marcatori | 42’ Pröger |

| Arbitro: | Willenborg |

|                        |           |  |
| Pröger 34’ Verhoek 79’ | Marcatori |  |

| Arbitro: | Storks |

|              |           |                               |
| Bachmann 54’ | Marcatori | 17’ Fröling 37’ (rig.) Pröger |

| Norimberga 21 maggio 2023, ore 13:30 CEST 33ª giornata | Norimberga | 0 – 0 referto | Hansa Rostock | Max-Morlock-Stadion (38 579 spett.)\| Arbitro: \| Reichel \| |
| Arbitro:                                               | Reichel    |               |               |                                                              |

| Arbitro: | Schlager |

|                      |           |                   |
| Fröde 58’ Breier 90’ | Marcatori | 69’ (rig.) Pherai |

### Coppa di Germania
| Arbitro: | Aarnink |

|               |           |  |
| Gözüsirin 78’ | Marcatori |  |

## Statistiche

### Statistiche di squadra
| Competizione      | Punti | In casa | In casa | In casa | In casa | In casa | In casa | In trasferta | In trasferta | In trasferta | In trasferta | In trasferta | In trasferta | Totale | Totale | Totale | Totale | Totale | Totale | DR  |
| Competizione      | Punti | G       | V       | N       | P       | Gf      | Gs      | G            | V            | N            | P            | Gf           | Gs           | G      | V      | N      | P      | Gf     | Gs     | DR  |
| ----------------- | ----- | ------- | ------- | ------- | ------- | ------- | ------- | ------------ | ------------ | ------------ | ------------ | ------------ | ------------ | ------ | ------ | ------ | ------ | ------ | ------ | --- |
| 2. Bundesliga     | 41    | 17      | 6       | 1       | 10      | 18      | 25      | 17           | 6            | 4            | 7            | 14           | 23           | 34     | 12     | 5      | 17     | 32     | 48     | -16 |
| Coppa di Germania | -     | 0       | 0       | 0       | 0       | 0       | 0       | 1            | 0            | 0            | 1            | 0            | 1            | 1      | 0      | 0      | 1      | 0      | 1      | -1  |
| Totale            | 41    | 17      | 6       | 1       | 10      | 18      | 25      | 18           | 6            | 4            | 8            | 14           | 24           | 35     | 12     | 5      | 18     | 32     | 49     | -17 |

### Andamento in campionato
| Giornata  | 1  | 2  | 3 | 4  | 5 | 6  | 7  | 8  | 9 | 10 | 11 | 12 | 13 | 14 | 15 | 16 | 17 | 18 | 19 | 20 | 21 | 22 | 23 | 24 | 25 | 26 | 27 | 28 | 29 | 30 | 31 | 32 | 33 | 34 |
| --------- | -- | -- | - | -- | - | -- | -- | -- | - | -- | -- | -- | -- | -- | -- | -- | -- | -- | -- | -- | -- | -- | -- | -- | -- | -- | -- | -- | -- | -- | -- | -- | -- | -- |
| Luogo     | C  | T  | C | T  | C | T  | C  | T  | C | T  | C  | T  | C  | T  | C  | C  | T  | T  | C  | T  | C  | T  | C  | T  | C  | T  | C  | T  | C  | T  | C  | T  | T  | C  |
| Risultato | P  | V  | V | P  | V | P  | P  | P  | V | N  | P  | N  | P  | V  | P  | N  | V  | P  | P  | V  | P  | P  | P  | N  | P  | P  | P  | P  | V  | V  | V  | V  | N  | V  |
| Posizione | 15 | 11 | 8 | 11 | 6 | 10 | 11 | 12 | 9 | 10 | 10 | 13 | 13 | 12 | 12 | 12 | 9  | 9  | 12 | 10 | 12 | 13 | 14 | 14 | 17 | 17 | 17 | 17 | 17 | 15 | 15 | 13 | 13 | 13 |

Legenda:

Luogo: C = Casa; T = Trasferta. Risultato: V = Vittoria; N = Pareggio; P = Sconfitta.

### Statistiche dei giocatori
| Giocatore        | 2. Bundesliga | 2. Bundesliga | 2. Bundesliga | 2. Bundesliga | Coppa di Germania | Coppa di Germania | Coppa di Germania | Coppa di Germania | Totale   | Totale | Totale      | Totale     |
| Giocatore        | Presenze      | Reti          | Ammonizioni   | Espulsioni    | Presenze          | Reti              | Ammonizioni       | Espulsioni        | Presenze | Reti   | Ammonizioni | Espulsioni |
| ---------------- | ------------- | ------------- | ------------- | ------------- | ----------------- | ----------------- | ----------------- | ----------------- | -------- | ------ | ----------- | ---------- |
| F. Ananou        | 20            | 0             | 3             | 0             | 0                 | 0                 | 0                 | 0                 | 20       | 0      | 3           | 0          |
| P. Breier        | 5             | 1             | 0             | 0             | 1                 | 0                 | 0                 | 0                 | 6        | 1      | 0           | 0          |
| B. Dietze        | 1             | 0             | 0             | 0             | 0                 | 0                 | 0                 | 0                 | 1        | 0      | 0           | 0          |
| D. Dressel       | 34            | 2             | 5             | 0             | 1                 | 0                 | 0                 | 0                 | 35       | 2      | 5           | 0          |
| H. Duljević      | 18            | 0             | 0             | 0             | 1                 | 0                 | 0                 | 0                 | 19       | 0      | 0           | 0          |
| L. Fröde         | 32            | 5             | 9             | 0             | 1                 | 0                 | 1                 | 0                 | 33       | 5      | 10          | 0          |
| N. Fröling       | 26            | 3             | 0             | 0             | 1                 | 0                 | 0                 | 0                 | 27       | 3      | 0           | 0          |
| M. Hagemoser     | 0             | 0             | 0             | 0             | 0                 | 0                 | 0                 | 0                 | 0        | 0      | 0           | 0          |
| L. Hinterseer    | 22            | 2             | 2             | 0             | 1                 | 0                 | 0                 | 0                 | 23       | 2      | 2           | 0          |
| E. Höftmann      | 0             | 0             | 0             | 0             | 0                 | 0                 | 0                 | 0                 | 0        | 0      | 0           | 0          |
| S. Ingelsson     | 24            | 1             | 10            | 0             | 1                 | 0                 | 0                 | 0                 | 25       | 1      | 10          | 0          |
| M. Kolke         | 34            | 0             | 1             | 0             | 0                 | 0                 | 0                 | 0                 | 34       | 0      | 1           | 0          |
| N. Körber        | 0             | 0             | 0             | 0             | 1                 | 0                 | 0                 | 0                 | 1        | 0      | 0           | 0          |
| L. Köster        | 2             | 0             | 0             | 0             | 0                 | 0                 | 0                 | 0                 | 2        | 0      | 0           | 0          |
| D. Lee           | 12            | 0             | 1             | 0             | 0                 | 0                 | 0                 | 0                 | 12       | 0      | 1           | 0          |
| M. Litka         | 0             | 0             | 0             | 0             | 0                 | 0                 | 0                 | 0                 | 0        | 0      | 0           | 0          |
| A. Lucoqui       | 15            | 0             | 2             | 0             | 0                 | 0                 | 0                 | 0                 | 15       | 0      | 2           | 0          |
| R. Malone        | 30            | 1             | 8             | 0             | 1                 | 0                 | 0                 | 0                 | 31       | 1      | 8           | 0          |
| T. Martens       | 0             | 0             | 0             | 0             | 0                 | 0                 | 0                 | 0                 | 0        | 0      | 0           | 0          |
| T. Meißner       | 12            | 0             | 1             | 0             | 0                 | 0                 | 0                 | 0                 | 12       | 0      | 1           | 0          |
| R. Munsy         | 9             | 0             | 0             | 0             | 0                 | 0                 | 0                 | 0                 | 9        | 0      | 0           | 0          |
| N. Neidhart      | 26            | 0             | 5             | 0             | 0                 | 0                 | 0                 | 0                 | 26       | 0      | 5           | 0          |
| K. Pröger        | 33            | 10            | 2             | 0             | 1                 | 0                 | 1                 | 0                 | 34       | 10     | 3           | 0          |
| S. Rhein         | 16            | 0             | 0             | 0             | 1                 | 0                 | 0                 | 0                 | 17       | 0      | 0           | 0          |
| D. Roßbach       | 29            | 1             | 5             | 1             | 1                 | 0                 | 1                 | 0                 | 30       | 1      | 6           | 1          |
| F. Ruschke       | 0             | 0             | 0             | 0             | 0                 | 0                 | 0                 | 0                 | 0        | 0      | 0           | 0          |
| L. Scherff       | 10            | 0             | 1             | 1             | 0                 | 0                 | 0                 | 0                 | 10       | 0      | 1           | 1          |
| M. Schröter      | 20            | 0             | 2             | 0             | 1                 | 0                 | 1                 | 0                 | 21       | 0      | 3           | 0          |
| K. Schumacher    | 30            | 2             | 9             | 0             | 1                 | 0                 | 0                 | 0                 | 31       | 2      | 9           | 0          |
| J. Strauß        | 9             | 0             | 1             | 0             | 1                 | 0                 | 1                 | 0                 | 10       | 0      | 2           | 0          |
| S. Thill         | 10            | 0             | 1             | 0             | 0                 | 0                 | 0                 | 0                 | 10       | 0      | 1           | 0          |
| J. Verhoek       | 28            | 2             | 7             | 2             | 1                 | 0                 | 1                 | 0                 | 29       | 2      | 8           | 2          |
| R. van Drongelen | 23            | 1             | 5             | 0             | 0                 | 0                 | 0                 | 0                 | 23       | 1      | 5           | 0          |